# Роар Странд
Роар Странд (норв. Roar Strand, нар. 2 лютого 1970, Тронгейм) — норвезький футболіст. Здебільшого грав на позиції півзахисника, але як універсал він також міг зіграти на позиції нападника і крайнього захисника.
Виступав, зокрема, за «Русенборг», а також національну збірну Норвегії., за яку зіграв 42 матчі. Він є гравцем з найбільшою кількістю матчів у норвезькій Туппелізі. Він виграв чемпіонат Норвегії 16 разів і п'ять разів — кубок Норвегії з футболу. Крім того він відзначався забитими голами в 21 сезоні вищої ліги поспіль.

## Клубна кар'єра
Вихованець футбольного клубу «Нардо» з рідного міста Тронгейм. 1989 року став гравцем «Русенборга» і відіграв за команду з Тронгейма наступні 21 сезон своєї ігрової кар'єри, за винятком 1993 року, коли на умовах оренди грав у «Молде». За цей час 16 разів виборював титул чемпіона Норвегії (у тому числі 11 разів поспіль у 1994—2004 роках), а також п'ять разів — Кубок країни.
В 11-ти сезонах брав участь у Лізі чемпіонів з «Русенборгом» і зіграв 71 матч плей-оф Ліги Чемпіонів і 106 матчів, включаючи кваліфікаційні матчі. Завдяки цьому Странд є одним з 20 гравців в історії Ліги чемпіонів, що зіграли 100 або більше матчів у турнірі за один і той самий клуб. Йому також належить рекорд за кількістю виступів в норвезькій Тіппелізі — Странд зіграв понад 400 матчів у норвезькій вищій лізі. Ювілейна гра (400-та) відбулася проти «Хам-Кама» у неділю, 21 вересня 2008 року. У неділю 19 квітня 2009 року він зіграв 600-й матч за «Русенборг», включаючи норвезьку Тіппелігу, кубок Норвегії, європейські кубки та Королівську лігу.
Странд розділяє європейський рекорд з Раяном Гіггзом з «Манчестер Юнайтед» щодо голів у 21 сезоні вищого дивізіону поспіль. Такий же результат у Пеле, однак, поза Європи рекорд належить Ромаріо, який забивав у 23 сезонах поспіль.
Завершив ігрову кар'єру у «Русенборзі» після сезону 2010 року, але надалі грав у нижчолігових клубах «Мосвік» та «Мелус», за які грав до 2017 року.

## Виступи за збірні
Странд грав за різні молодіжні команди в період між 1986 і 1989 роками, перш ніж був покликаний в збірну Норвегії U-21 у 1989 році, за яку він зіграв десять матчів і забив шість голів. Також з молодіжною збірною Странд зіграв на чемпіонаті світу. Норвегія вилетіла з турніру, посівши третє місце в групі, команда по черзі програла Іраку і Аргентині 0:1 і 0:2 відповідно, а в останньому матчі обіграла Іспанію з рахунком 4:2. Три збірні (Норвегія, Аргентина та Іспанія) мали по два очки, але за різницею м'ячів далі пройшли латиноамериканці.
У 1994 році він був призваний в основний склад збірної на чемпіонат світу 1994 року у США, але на поле не виходив. Його дебют відбувся 5 червня в рамках підготовки до турніру, де його команда програла з рахунком 2:0 Швеції.
Через чотири роки Странд грав на чемпіонаті світу 1998 року у Франції. Норвегія посіла друге місце в групі, зігравши внічию з Марокко і Шотландією, а в останньому турі несподівано з рахунком 2:1 обіграла Бразилію. В 1/16 фіналу Норвегія з мінімальним рахунком поступилася Італії, гол забив Крістіан Вієрі.
Останнім міжнародним турніром для Роара став чемпіонат Європи 2000 року у Бельгії і Нідерланди. Норвегія почала з перемоги з рахунком 1:0 над фаворитом групи, Іспанією. Далі були поразки з мінімальним рахунком від Сербії і Чорногорії, останній тур завершився нульовою нічиєю зі Словенією. Норвегія посіла третє місце в групі, поступившись сербам за додатковими показниками.
Він пішов з національної команди у 2003 році, попри численні прохання продовжити виступати за збірну. Протягом кар'єри у національній команді, яка тривала 10 років, провів у формі головної команди країни 42 матчі, забивши 4 голи.

## Титули і досягнення

### Командні
- Чемпіон Норвегії (16):

«Русенборг»: 1990, 1992, 1994, 1995, 1996, 1997, 1998, 1999, 2000, 2001, 2002, 2003, 2004, 2006, 2009, 2010
- Володар Кубка Норвегії (5):

«Русенборг»: 1990, 1992, 1995, 1999, 2003
- Володар Суперкубка Норвегії (1):

«Русенборг»: 2010

### Особисті
- Півзахисник року в Норвегії: 1998
- Почесна нагорода Кніксена: 2001
- Золотий годинник Норвезької футбольної асоціації